# くるり鶏びゅ〜と
『くるり鶏びゅ〜と』（くるりとりびゅ〜と）は、くるりのトリビュートアルバムである。2009年10月21日発売。

## 概要
- くるり初のトリビュートアルバムであり、くるりが主宰するレーベル・NOISE McCARTNEY RECORDSからリリースされた。
- 初回盤のみ「くるり屋謹製、箔押しジャケット」と「くるり屋謹製グッズ応募ハガキ」が封入されている。

## 収録曲
1. 赤い電車／anonymass
16thシングル
2. ロックンロール／andymori
13thシングル
3. Baby I Love You／矢野顕子
17thシングル
4. ばらの花／奥田民生
7thシングル
5. 言葉はさんかく こころは四角／木村カエラ
19thシングル
6. さよならストレンジャー／曽我部恵一
アルバム『さよならストレンジャー』収録
7. 虹／ハンバート ハンバート
2ndシングル
8. ワンダーフォーゲル／高野寛
6thシングル
9. ワールズエンド・スーパーノヴァ(FPM EVERLUST MIX)／Fantastic Plastic Machine
9thシングル。この曲のみリミックスバージョンとなっている。
10. 飴色の部屋／MASS OF THE FERMENTING DREGS
映画サウンドトラック『ジョゼと虎と魚たち』収録
11. 青い空／9mm Parabellum Bullet
3rdシングル
12. 春風／松任谷由実
5thシングル。くるり本人達と、元メンバーの森信行が演奏参加。
13. ハイウェイ／LITTLE CREATURES
12thシングル
14. 宿はなし／二階堂和美
アルバム『図鑑』収録曲
15. Old-fashioned／キセル
インディーズミニアルバム『ファンデリア』収録曲
16. 東京／世武裕子
1stシングル

## 演奏
赤い電車／anonymass
- 権藤知彦：Euphonium, Flugelhorn, Tom‐Tom
- 山本哲也：Piano, Wurlitzer, Hi-Hat
- 徳澤青弦：Cello, Acoustic Guitar, Synth Bass, Snare Drum
- 神田智子：Vocal, Glockenspiel, Bass Drum, Cymbal
- 佐藤秀徳：Trumpet
- 江川良子：Tenor Sax
- 木村仁哉：Tuba

ロックンロール／andymori
- 小山田壮平：Vocal, Guitar
- 藤原寛：Bass
- 後藤大樹：Drums

Baby I Love You／矢野顕子
- 矢野顕子：Vocal, Piano

ばらの花／奥田民生
- 奥田民生：All Voices & Instruments

言葉はさんかく こころは四角
- 木村カエラ：Vocal

さよならストレンジャー／曽我部恵一
- 曽我部恵一：Vocal, Guitar

虹／ハンバートハンバート
- 佐野遊穂：Vocal
- 佐藤良成：Vocal, Guitar, Fiddle
- 井上太郎：Mandolin, Fiddle
- 上村勝正：Bass

ワンダーフォーゲル／高野寛
- 高野寛：All Voices & Instruments

ワールズエンド・スーパーノヴァ／Fantastic Plastic Machine
- 田中知之：Remix

飴色の部屋／MASS OF THE FERMENTING DREGS
- 宮本菜津子：Bass, Vocal
- 石本知恵美：Guitar, Chorus

青い空／9mm Parabellum Bullet
- 菅原卓郎：Vocal, Guitar
- 滝善充：Guitar
- 中村和彦：Bass
- かみじょうちひろ：Drums

春風／松任谷由実
- 松任谷由実：Vocal
- 岸田繁：Guitar, Synthesizer, Background Vocal
- 佐藤征史：Bass
- 森信行：Drums, Percussions

ハイウェイ／LITTLE CREATURES
- 青柳拓次、鈴木正人、栗原務：Vocal, Drums, Bass & Guitar

宿はなし／二階堂和美
- 二階堂和美：Vocal, Guitar
- まるむし (赤犬)：Violin

Old-fashioned／キセル
- 辻村泰文：Vocal, Guitar
- 辻村友晴：Bass, Chorus

東京／世武裕子
- 世武裕子：Vocal, Piano